# Saint-Paul (Corrèze)
 Saint-Paul  (en occitano Sent Paul) es una comuna y población de Francia, en la región de Lemosín, departamento de Corrèze, en el distrito de Tulle y cantón de La Roche-Canillac.
Su población en el censo de 2008 era de 226 habitantes.
Está integrada en la Communauté de communes Tulle et Cœur de Corrèze.

## Demografía
| 288 | 310 | 259 | 232 | 236 | 237 | 226 |
| Para los censos de 1962 a 1999 la población legal corresponde a la población sin duplicidades (Fuente: INSEE [Consultar]) |     |     |     |     |     |     |